# Andō Morinari
Andō Morinari est un nom japonais traditionnel ; le nom de famille (ou le nom d'école), Andō, précède donc le prénom (ou le nom d'artiste).
Andō Morinari (安藤 守就, 1503-27 juin 1582), aussi connu sous le nom Andō Michitari (安藤 道足) est un samouraï de l'époque Sengoku.  
Il sert comme vassal principal de Saitō Dōsan après que celui-ci a renversé Toki Yorinari (le maître original de Mino) et devient daimyō de la province de Mino.
Morinari est un des membres du « triumvirat Mino » (西美濃三人衆, Nishi Mino sanninshū) avec Inaba Yoshimichi et Ujiie Naotomo. En 1547, les trois s'accordent à rejoindre les forces d'Oda Nobunaga.  
Il participe au siège du château d'Inabayama (1552), à la bataille d'Anegawa (1570) et au siège du Hongan-ji d'Ishiyama. Il est démis du service de Nobunaga après la chute du Hongan-ji en 1580 et apparemment meurt rōnin.

## Source de la traduction
- (en) Cet article est partiellement ou en totalité issu de l’article de Wikipédia en anglais intitulé « Andō Morinari » (voir la liste des auteurs).